# Incidente del cohete noruego de 1995

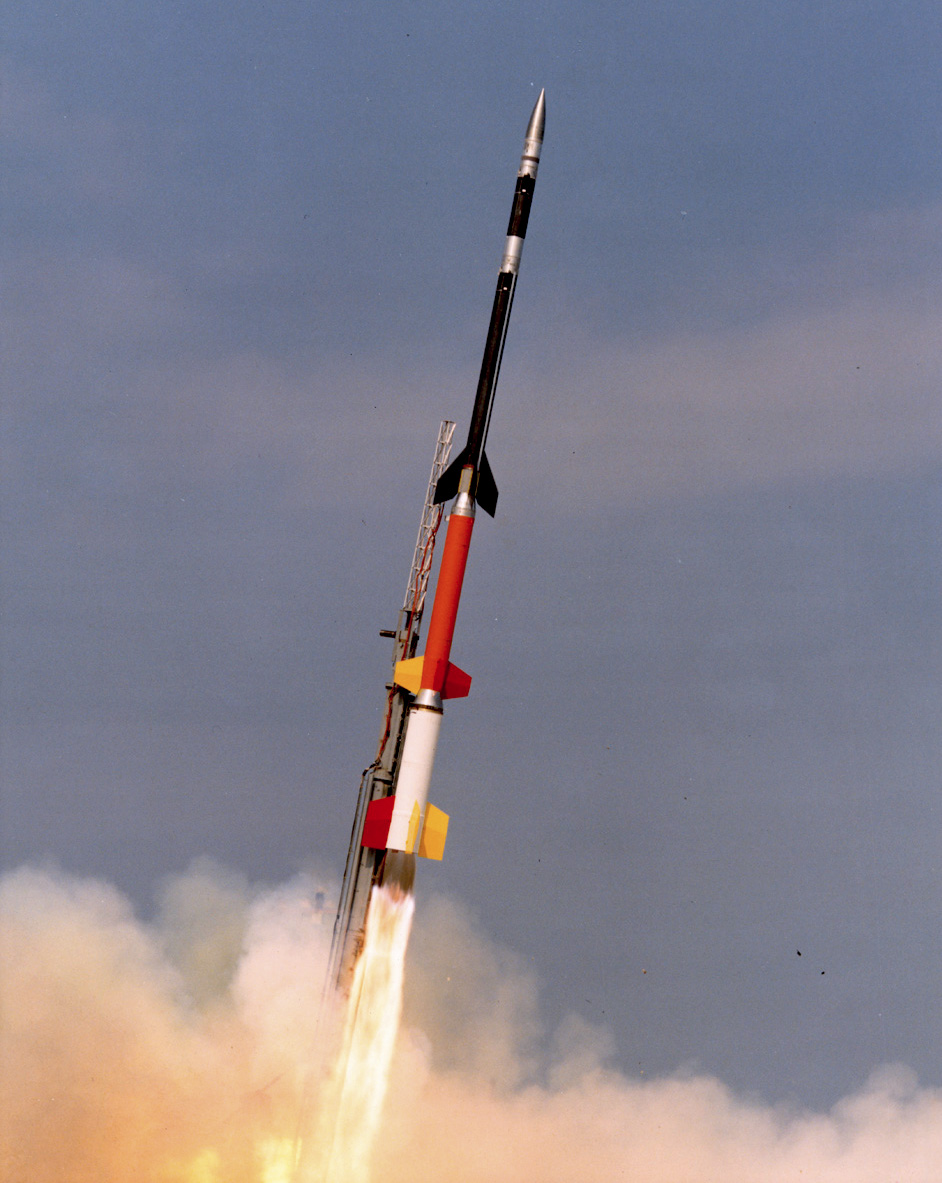
Cohete Black Brant XII.

El incidente del cohete noruego se refiere a una tensión nuclear de pocos minutos que tuvo lugar el 25 de enero de 1995, en el período inmediatamente posterior de la Guerra Fría. 

## Los hechos
El incidente en cuestión comenzó cuando un equipo conjunto de científicos noruegos y estadounidense lanzó un cohete-sonda Black Brant XII de cuatro etapas desde el sitio de lanzamiento de Andøya, cerca de la costa noroccidental de Noruega. El cohete, que en realidad llevaba equipamiento para estudiar las auroras boreales sobre el archipiélago de Svalbard, voló con una trayectoria norte y finalmente alcanzó una altitud máxima de 1453 km.
Mientras el cohete ascendía y ganaba altura, fue detectado por la estación radárica de alerta temprana de Olenegorsk, en el septentrional óblast de Múrmansk. Para los operadores de radar, el cohete parecía tener un patrón de vuelo y una velocidad similares a los de los misiles Trident estadounidenses lanzados desde submarinos (SLBMs, Submarine-launched Ballistic Missiles).
El entonces presidente ruso Borís Yeltsin fue inmediatamente notificado y su maletín nuclear (llamado Cheget), que lo autorizaba a lanzar un ataque atómico, fue automáticamente activado. El presidente ruso declaró:

«"Ayer (miércoles) realmente usé por primera vez mi maletín negro con el botón (nuclear) que siempre (dos oficiales) llevan conmigo. De inmediato establecí comunicación con el ministro de Defensa y con todos los generales que necesitaba y seguimos el vuelo de ese misil [noruego] desde el principio hasta el fin".»
Borís Yeltsin 

La doctrina rusa tradicional le brindaba a Yeltsin 10 minutos, a partir de la detección,  para decidir tomar un determinado curso de acción. No obstante, los militares rápidamente pudieron determinar que el cohete se dirigía en dirección opuesta a su país, por lo que en realidad no se trataba de una auténtica amenaza contra la seguridad nacional de este último. Los diferentes informes al respecto difieren en gran medida sobre si Yeltsin estuvo cerca de autorizar un ataque de “represalia”, pero el consenso general es que el presidente ruso tuvo el tiempo suficiente para concluir fuera de duda que no se trataba de un peligro real que justificase “contraatacar”.
El cohete cayó a tierra cerca de Spitsbergen, tal como se había planeado originalmente, unos 24 minutos después de haber sido lanzado. Los científicos noruegos y estadounidenses involucrados en el lanzamiento habían dado aviso a unos 30 países, Rusia incluida, acerca de su intención de lanzar ese cohete. No obstante —debido a una falla o deficiencia en la comunicación— dicha información no llegó a tiempo a los técnicos operadores de los radares.
El incidente tomó estado público una semana después. Borís Yeltsin consideró que el lanzamiento podría ser parte de una prueba de los Estados Unidos con el objetivo de evaluar la calidad de los sistemas rusos de alerta temprana.
Luego de producido el serio incidente, los protocolos de notificación fueron revisados y posteriormente rediseñados.[cita requerida]